# Casa Dou (Carrer de Sant Pere)
La Casa Dou és una obra de Ripoll protegida com a Bé Cultural d'Interès Local.

## Descripció
Es tracta d'una façana formada per planta baixa i quatre plantes pis. Hi ha dues obertures per pis. Al primer pis hi ha un únic balcó per les dues obertures, mentre que els pisos segon, tercer i quart es tracta de balcons individuals. Les obertures de l'últim pis són arcs de mig punt rebaixat. Hi ha decoració neoclàssica amb unes pilastres que distribuïdes dalt a baix de la façana.